# Langwarrin
Langwarrin är en del av en befolkad plats i Australien. Den ligger i kommunen Frankston och delstaten Victoria, omkring 43 kilometer sydost om delstatshuvudstaden Melbourne.
Trakten är tätbefolkad. Närmaste större samhälle är Cranbourne, omkring 13 kilometer nordost om Langwarrin. 
Trakten runt Langwarrin består till största delen av jordbruksmark. Genomsnittlig årsnederbörd är 1 251 millimeter. Den regnigaste månaden är maj, med i genomsnitt 154 mm nederbörd, och den torraste är januari, med 51 mm nederbörd.